# Shū Kurata
Shū Kurata (倉田 秋 Kurata Shū?,  nacido el 26 de noviembre de 1986 en Takatsuki, Osaka) es un futbolista japonés. Juega de centrocampista y su equipo actual es el Gamba Osaka de la J1 League de Japón.

## Trayectoria
| Club                        | País  | Año             |
| --------------------------- | ----- | --------------- |
| Gamba Osaka                 | Japón | 2007 - 2009     |
| JEF United Chiba (préstamo) | Japón | 2010            |
| Cerezo Osaka (préstamo)     | Japón | 2011            |
| Gamba Osaka                 | Japón | 2012 - Presente |

## Palmarés

### Títulos nacionales
| Título             | Club        | País  | Año  |
| ------------------ | ----------- | ----- | ---- |
| Supercopa de Japón | Gamba Osaka | Japón | 2007 |
| Copa J. League     | Gamba Osaka | Japón | 2007 |
| Copa del Emperador | Gamba Osaka | Japón | 2008 |
| Copa del Emperador | Gamba Osaka | Japón | 2009 |
| J2 League          | Gamba Osaka | Japón | 2013 |
| Copa J. League     | Gamba Osaka | Japón | 2014 |
| J1 League          | Gamba Osaka | Japón | 2014 |
| Copa del Emperador | Gamba Osaka | Japón | 2014 |
| Supercopa de Japón | Gamba Osaka | Japón | 2015 |
| Copa del Emperador | Gamba Osaka | Japón | 2015 |

### Títulos internacionales
| Título                      | Club        | Sede     | Año  |
| --------------------------- | ----------- | -------- | ---- |
| Liga de Campeones de la AFC | Gamba Osaka | Adelaida | 2008 |

(*) Incluyendo la selección